# 도쿄 익스프레스

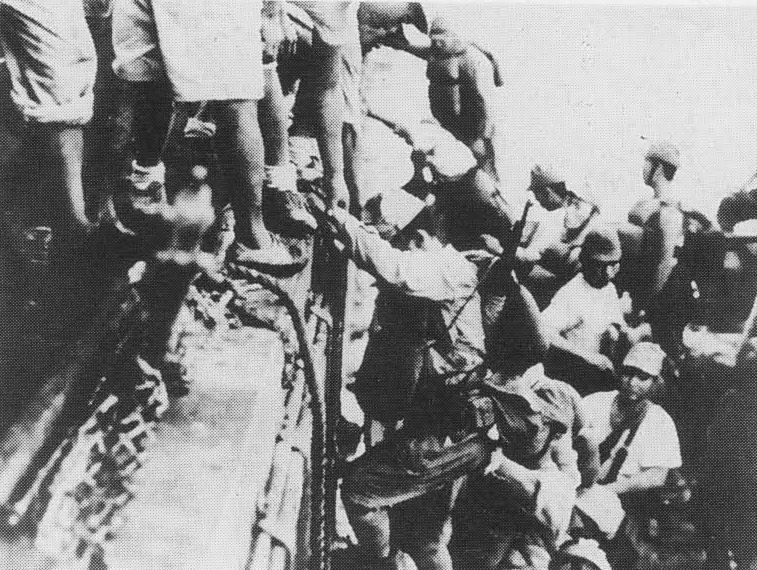
상륙용 보트로 옮겨타는 일본군의 모습

도쿄 익스프레스(영어: Tokyo Express, 일본어: 鼠輸送 네즈미 유소[*] "쥐 수송"}}) 작전은 제2차 세계 대전 당시 솔로몬 군도의 과달카날섬에서 벌어진 과달카날 전투 기간 중 일본 제국 해군과 육전대 병사들이, 과달카날의 아군을 지원하기 위해 벌인 수송작전을 가리켜 붙인 이름이다(일본 측에서는 특별한 이름을 붙이지 않았다). 과달카날의 일본군을 지원하기 위해 일본은 일반 수송선이 아닌 구축함을 대량동원하여 병력과 물자를 실어날랐고, 이름은 속도가 빠른 구축함을 이용했기 때문에 붙은 것이었다.
물론 당시 구축함에 실을 수 있는 병력과 물자는 한계가 있었고, 일본군도 그 사실을 모르는 바는 아니었으나, 그렇게 할 수밖에 없는 이유가 있었다.
- 첫 번째는 과달카날섬의 핸더슨 비행장에 주둔한 미 해병항공대 및 미 육군 항공대 때문이다(원래 핸더슨 비행장은 일본군이 오스트레일리아를 겨냥하여 건설하던 비행장이었고, 이를 알게 된 미군이 급히 7 보병 사단와 육군 164보병연대를 상륙시켜 비행장을 탈취한 것이 과달카날 전투의 시작이었다) 일반 수송선을 이용해선 주간에 안전하게 증원 병력과 보급품을 수송할 수 없게 된 일본군은 속도가 빠른 구축함으로 야간에 증원 작업을 할 수밖에 없게 되었다.
- 과달카날과 가장 가까운 일본군의 항공기지는 라바울에 있었다. 미드웨이 해전 이후 항공모함 세력이 위축된 일본 해군으로서는 라바울에서 전투기를 띄워 과달카날을 공격했으나 워낙 거리가 멀어 정작 과달카날 상공에 도달했을 때는 전투 체공 시간이 극히 짧아 핸더슨 비행장에서 이륙하는 미군기들과 전투도 버거운 판이어서 수송선 호위까지 제대로 수행할 수 없었다.

주로 이용한 통로는 산타이사벨섬과 사보섬 사이의 좁은 해로 (미국은 이 해로를 "Slot"이라 불렀다)를 통해 이루어졌다. 도쿄 익스프레스는 1942년 8월 9일 사보섬 해전 이후 시작되어 과달카날 전투가 종료된 1943년 11월 26일 벨라만 해전까지 계속되었다.